# Cantoin
Cantoin – miejscowość i gmina we Francji, w regionie Oksytania, w departamencie Aveyron. W 2013 roku populacja gminy wynosiła 337 mieszkańców. Przez gminę przepływa rzeka Truyère. 